# Progesterex
Progesterex es el nombre que fue dado a una droga inexistente que es mencionada en un popular bulo que desde 1999 ha sido difundido por redes sociales de Internet como Tagged, Facebook, Bebo y MySpace, y cuya finalidad es actuar como sedante de extrema potencia para facilitar la violación sexual de quien lo ingiera (al punto que fue conocida como "la droga de los violadores"). El bulo mencionaba además que el Progesterex causaba esterilidad a la mujer que lo consumía pues su composición química era similar a la utilizada para esterilizar caballos, elemento que hacía imposible de demostrar la violación en caso de una investigación policial. Dicha droga no se halla registrada en las más importantes bases de datos farmacológicas dado que no existe ningún producto farmacológico con ese nombre.

## Historia
Desde noviembre de 1999 empezó a divulgarse por Internet en diversas redes sociales y foros el mensaje en inglés que daba cuenta del "surgimiento del Progesterex", he aquí el extracto principal:

With Rohypnol, all they have to do is drop it into their drink. The girl can't remember a thing the next morning of what happened the night before. Well now Rohypnol is not being used alone. Progesterex, which dissolves in drinks (alcohol or soda) just as easily, is being used with it so that the woman doesn't conceive from the rape and the rapist doesn't have to worry about having a paternity test indentifying him months later. But the drug's affects AREN'T TEMPORARY. Progesterex was designed to sterilizes horses. Any woman that takes it WILL NOT HAVE CHILDREN EVER IN HER LIFE.

Su traducción española resulta ser:

Con Rohypnol, todo lo que deben hacer es verterlo en la bebida. La mujer no puede recordar en la mañana siguiente lo sucedido la noche anterior. Bien, ahora el Rohypnol no se usa solo. El Progesterex, que se disuelve en bebidas (alcohol o sodas) con la misma facilidad, está siendo usado para que la mujer no pueda concebir tras la violación y el violador no se preocupe por algún test de paternidad que lo identifique en unos meses. Pero los efectos de esta droga NO SON TEMPORALES. El Progesterex fue elaborado para esterilizar caballos. Toda mujer que lo tome NO PODRA TENER HIJOS POR EL RESTO DE SU VIDA.

Se ha reconocido que todos los rumores acerca del uso de esta droga por parte de los violadores son completamente falsos. El bulo circuló masivamente desde el año 2002 hasta el 2007 en internet, con variantes para cada situación, y alegando que el uso de este fármaco se extendía por todo el planeta, citando casos supuestamente descubiertos en Australia, Singapur, Gran Bretaña, Estados Unidos, India, etc. El mensaje es una broma, que utiliza elementos ficticios, mezclado con algunos hechos reales, también se han visto al menos dos versiones en español, con pequeñas diferencias entre ellas. El mensaje tiene todos los rasgos comunes de cualquier bulo, especialmente de aquellos que entran en la categoría de leyenda urbana: una advertencia con claras intenciones de atemorizar, la falta de fuentes comprobables, la referencia a una autoridad anónima de quien provino la alarma, y sobre todo, el elemento clásico de todo bulo: la súplica para propagarlo.
No existe la droga llamada Progesterex. No hay mención a ella en ningún texto médico o científico ni existen en el mercado píldoras utilizadas por veterinarios para esterilizar permanentemente caballos o cabezas de ganado; en tales casos la esterilización se realiza mediante una cirugía y no suministrando un fármaco al animal. 
En este caso, se agregan algunos elementos reales que conviene conocer, como la mención a la droga "Rohypnol". El Rohypnol es un anestésico quirúrgico que realmente existe y utilizado en algunos casos reales de violaciones denunciados en los Estados Unidos. El Rohypnol se disuelve rápidamente en los líquidos, y cuando se combina con alcohol, causa adormecimiento, desinhibición y amnesia. Después de que se denunciaran estos casos desde el año 2000, la droga se empezó a producir con una nueva fórmula que la hace cambiar de color cuando se disuelve en algún líquido, haciendo más evidente su presencia.